# Forgách utca metróállomás
A Forgách utca a budapesti M3-as metróvonal egyik állomása a Göncz Árpád városközpont és a Gyöngyösi utca között. Az állomás északi kijáratai a Váci út és a Forgách utca, déli kijáratai pedig a Váci út és a Turbina utca/Fáy utca kereszteződésénél vannak. A megállót 1990. december 14-én adták át a M3-as metróvonal III/B/1 szakaszának részeként. Az állomás 2017. november 4-e és 2019. március 29-e között a metróvonal felújítása miatt le volt zárva.

## Jellemzői
Az állomás szélsőperonos kialakítású, kéregvezetésű formában épült, 4,71 méterrel van a felszín alatt. Az állomás mindkét végén található kijárat. A metrófelújítás kezdetéig, 2017 novemberéig az Árpád híd (ma Göncz Árpád városközpont) felől a két peron a vágányok alatt egy folyosóval össze volt kötve, azonban az átépítéssel együtt ezt megszüntették.

## Átszállási kapcsolatok
| Forgách utca | 32 |  |

## Képek

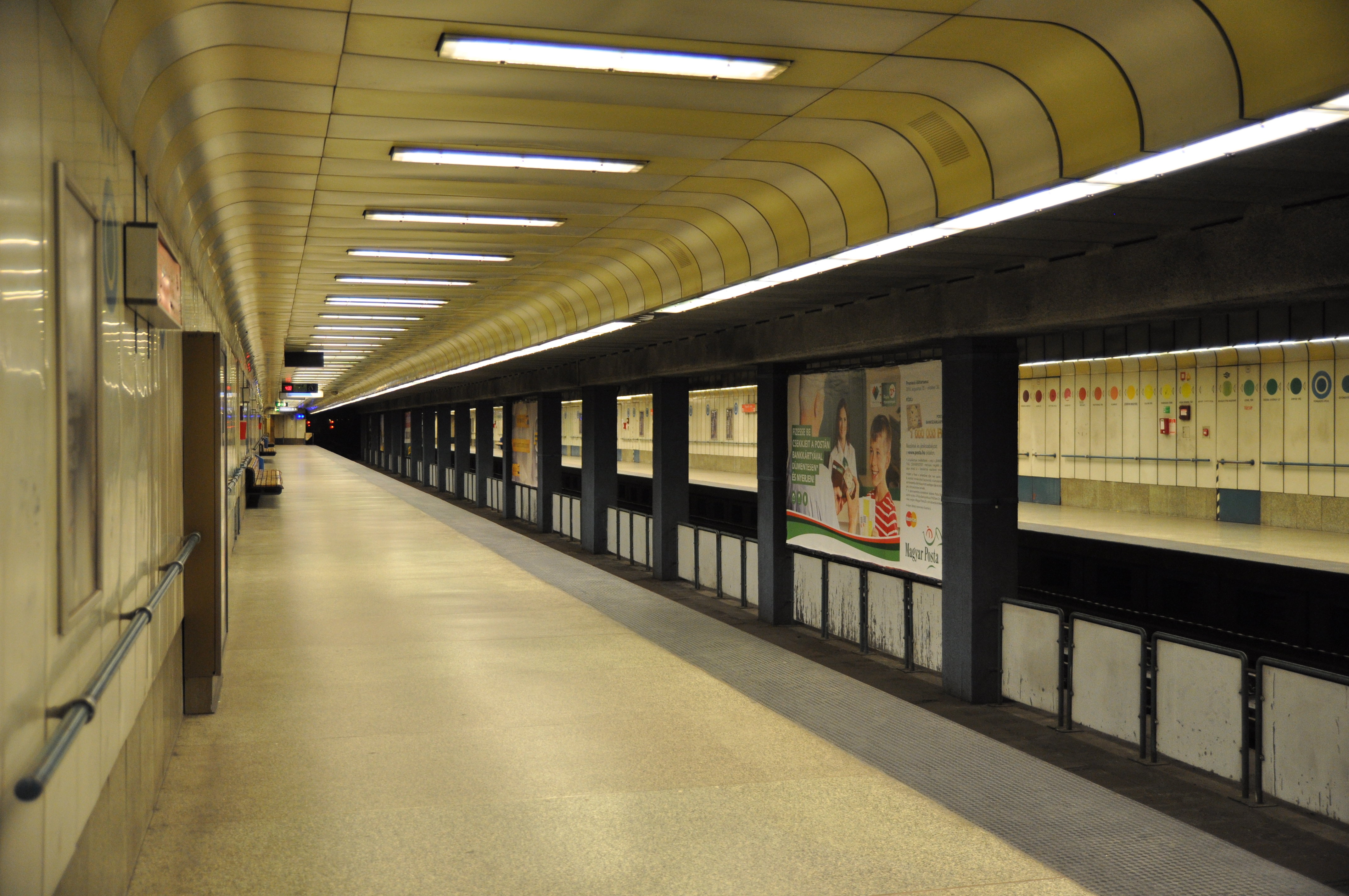
Felújítás előtt (2016)
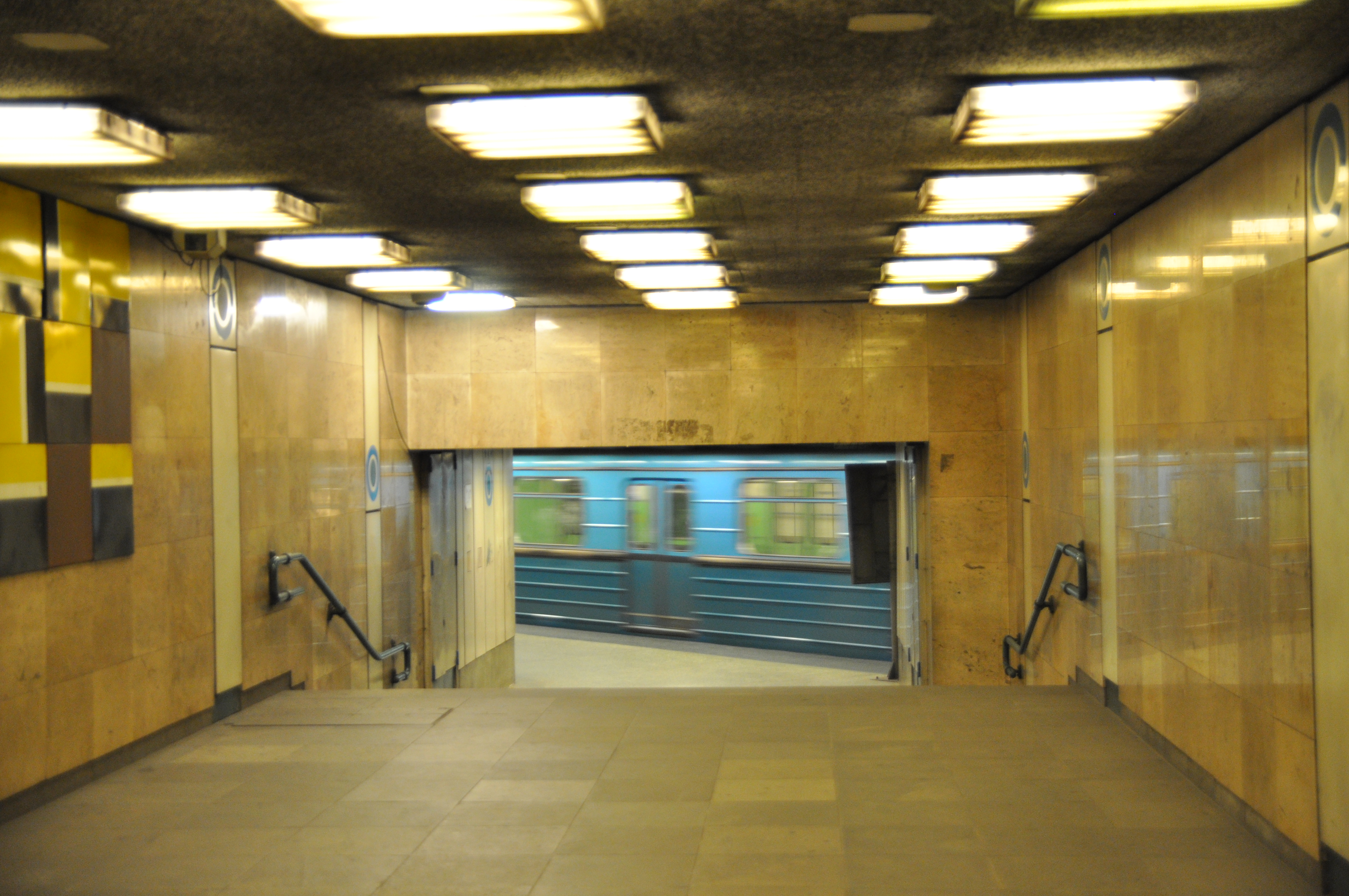
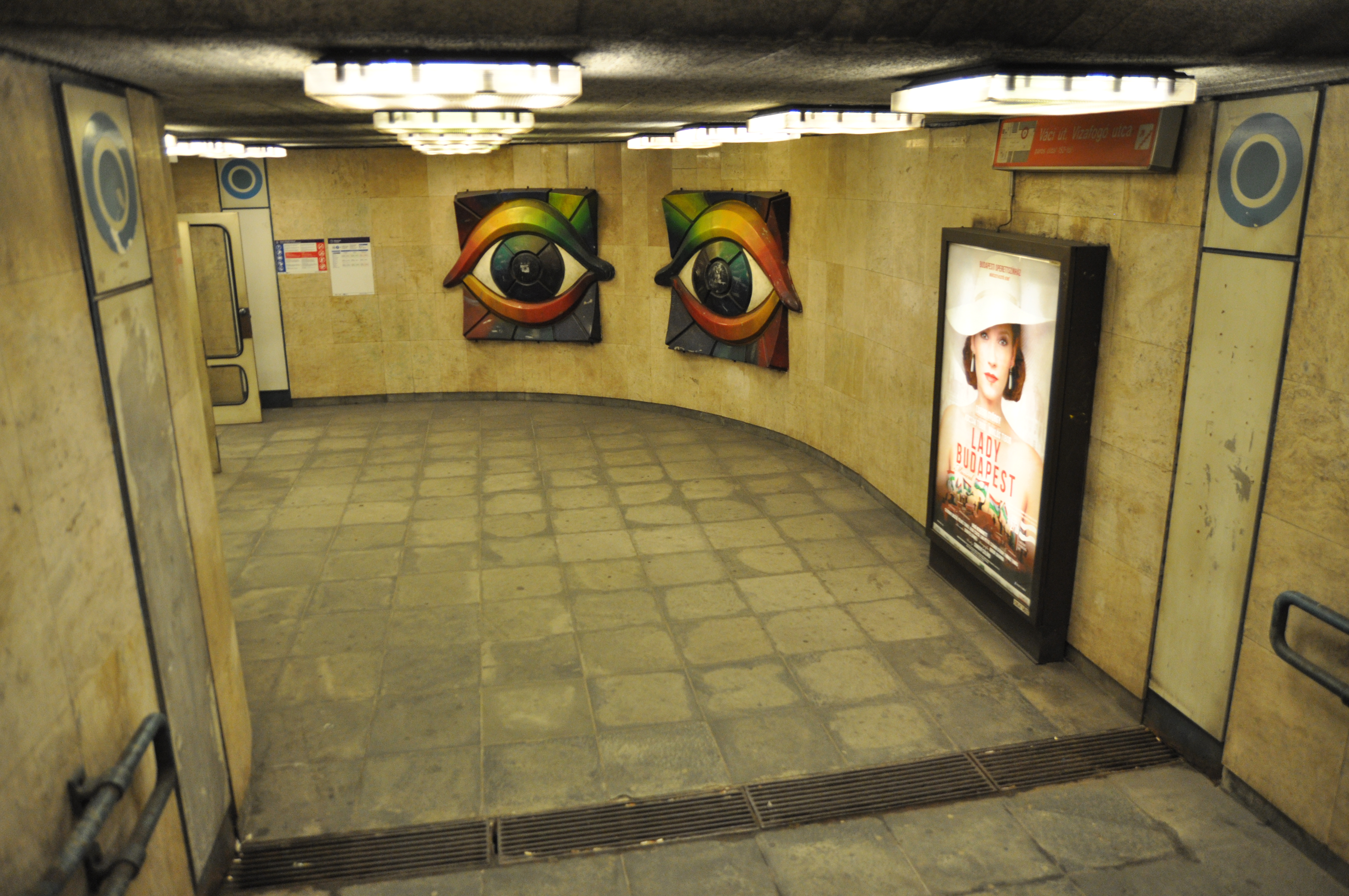
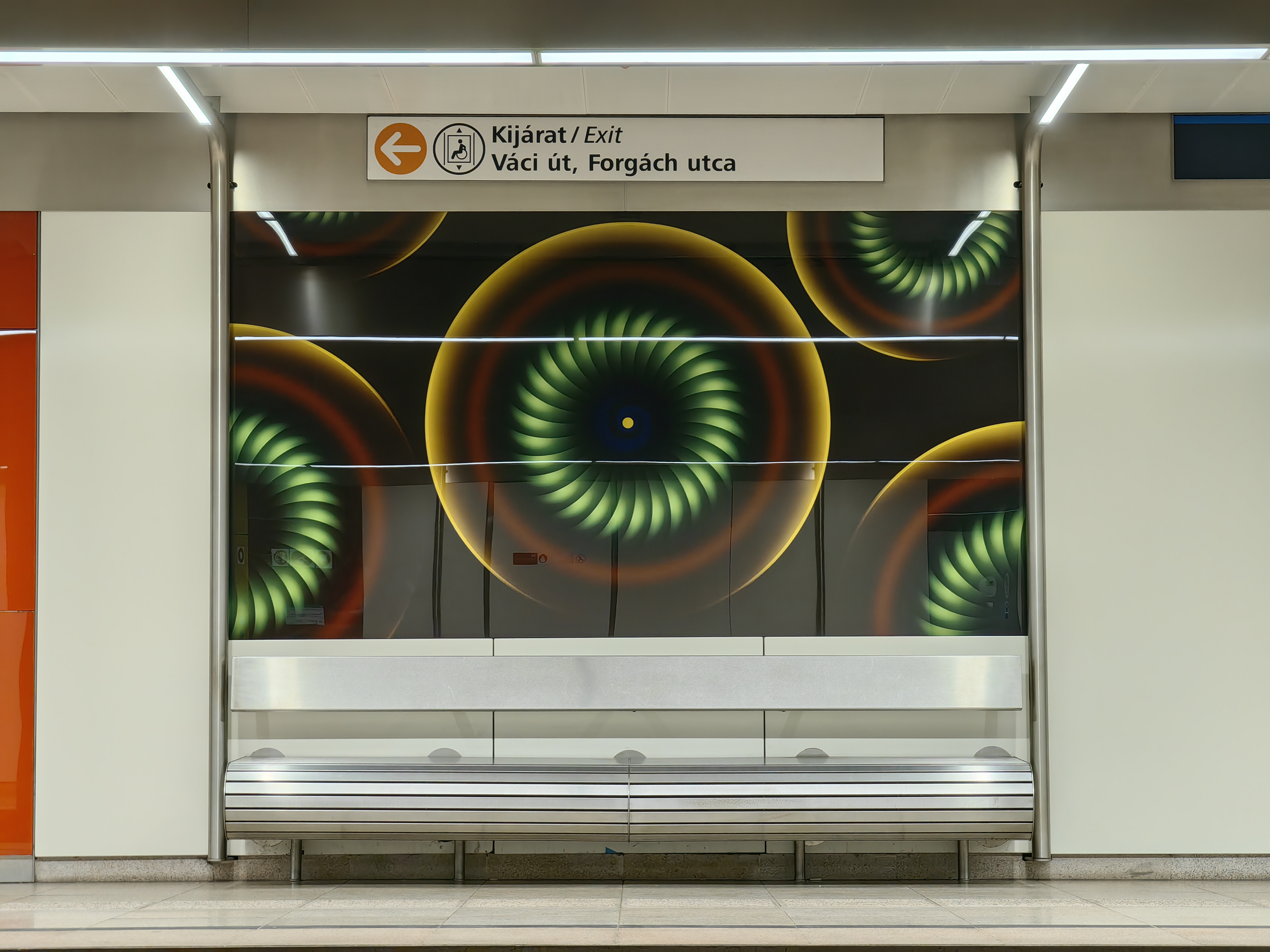
Felújítás után (2023)
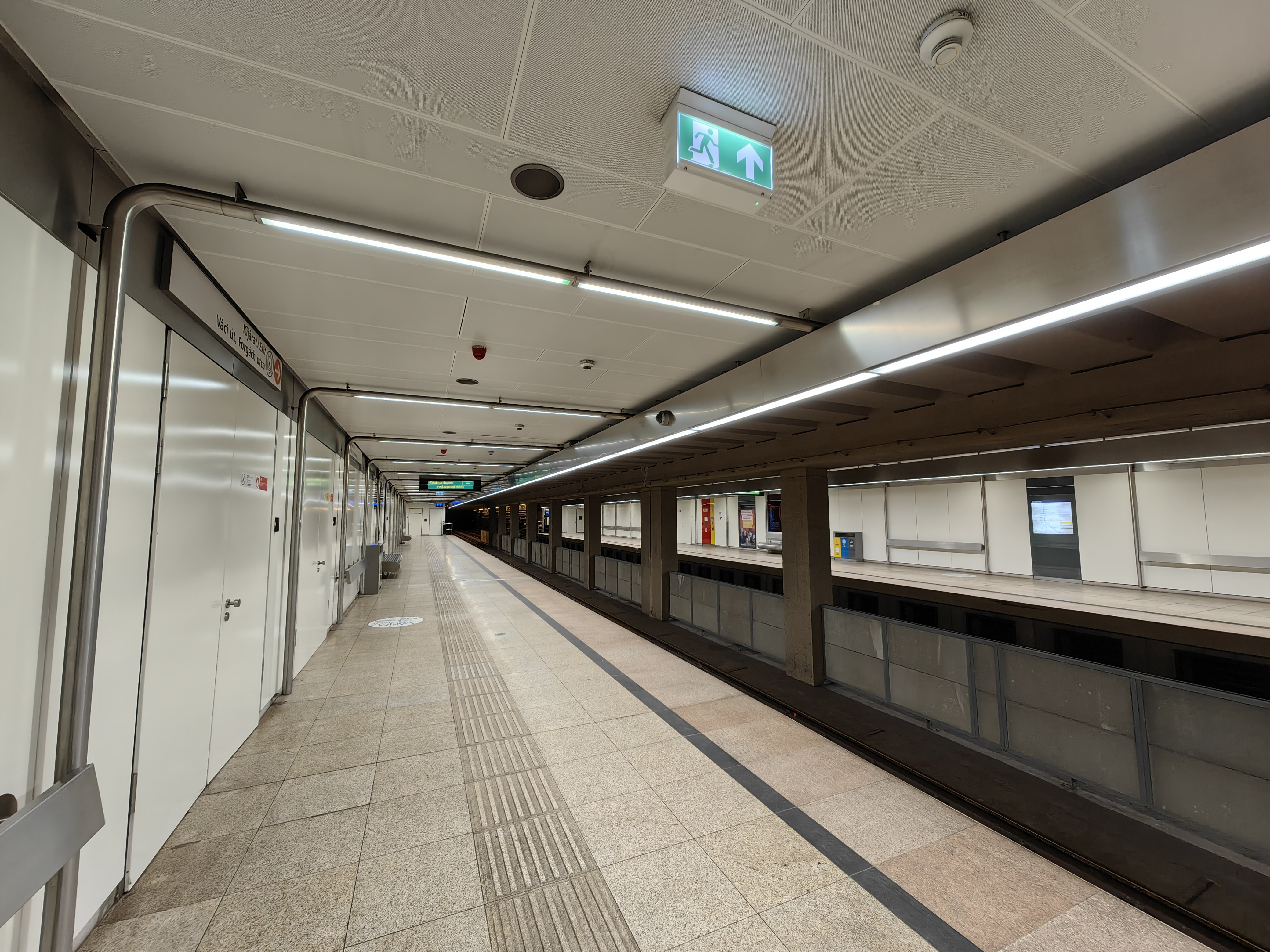
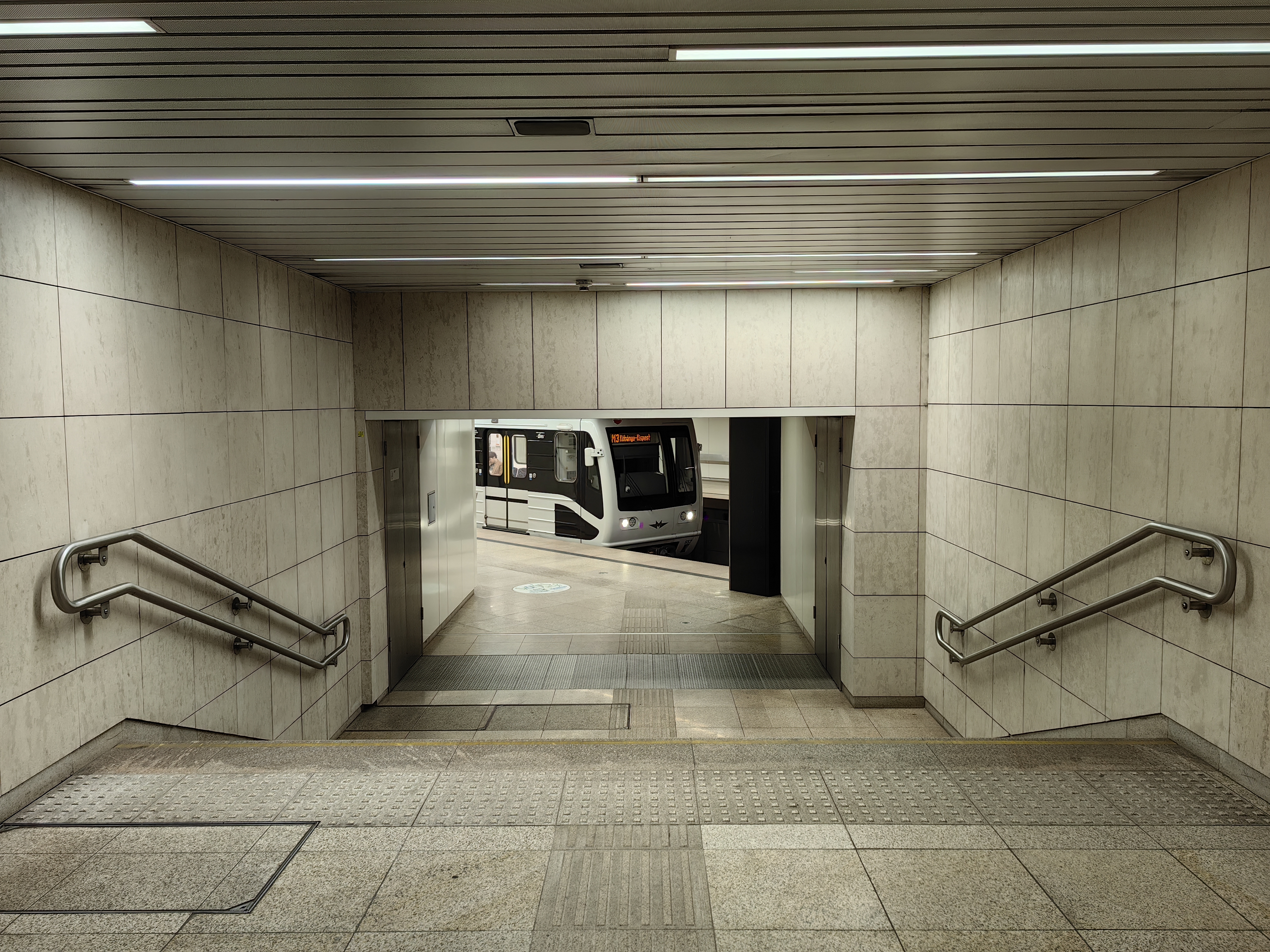